# A rút kiskacsa (mese)
A rút kiskacsa (dán címén Den grimme ælling, angolul The Ugly Duckling) Hans Christian Andersen 1843-ban íródott, jól ismert meséje. A történet alapján több film és televíziós sorozat, illetve számtalan musical és 2009-ben balett verzió is készült. A világ szinte összes nyelvére lefordították.
A történet egy kiskacsáról szól, akit születése óta kiközösítenek társai, állítólagos csúnyasága miatt, és ezért bánatában és szégyenében elvándorol. Betéved egy öregasszonyhoz, hogy nála éljen, de ott is kinevetik a ház lakói. Főhősünk bánatában tovább vándorol, ahol egy hattyúrajjal találkozik. Tetszenek neki a hattyúk, és közéjük szeretne csatlakozni, de túl fiatal, és még nem tud repülni. Szerencsétlen sorsú kiskacsára ráadásul a tél is beköszönt, és egy farmer hazaviszi a házába, nehogy megfagyjon. A kiskacsa azonban nem érzi itt jól magát, és elmegy és egy barlangban tengeti életét. Mire vége a télnek, főhősünk már teljesen felnőtt, és beköltözik a hattyúkhoz, gondolván, hogy nem baj, hogy megeszik, úgysem valami szép látvány. Mikor azonban belenéz a víz tükrébe, látja, hogy ő maga is hattyúvá változott. A többi hattyú felszáll a levegőbe, és az egykori rút kiskacsa, most már gyönyörű hattyú csatlakozik hozzájuk.
A történet Andersen találmánya, és nem folklórból vagy máshonnan merítette ihletét. A mese legelőször az 1844-es "Nye Eventyr. Forste Bind. Forste Samling. 1844" (Új kalandok. Első kötet. Első gyűjtemény, 1844) című könyvben jelent meg. Néha kritikákat is kapott a történet, de ennek ellenére Andersen egyik legismertebb meséjének számít.